# Lamprosema mellealis
Lamprosema mellealis là một loài bướm đêm trong họ Crambidae.